# Xã Grandview, Quận Douglas, South Dakota
Xã Grandview (tiếng Anh: Grandview Township) là một xã thuộc quận Douglas, tiểu bang Nam Dakota, Hoa Kỳ. Năm 2010, dân số của xã này là 77 người.